# Ондо, Маркос
Маркос Луис Ондо Манге (исп. Marcos Luis Ondo Mangue; род. 13 августа 2000, Малабо) — экваториалогвинейский футболист, вратарь клуба «Кано Спорт» и национальной сборной Экваториальной Гвинеи.

## Карьера
В период с 2017 по 2021 года выступал в экваториалогвинейском клубе «Кано Спорт», вместе с которым в 2019 году стал чемпионом. В августе 2021 года перешёл в испанский клуб «Ла Фуэнте» из шестого дивизиона, за который провёл 21 матч в чемпионате. В июле 2022 года перешёл в молдавское «Динамо-Авто». В июле 2023 года футболист вернулся в экваториалогвинейский клуб «Кано Спорт».

## Международная карьера
В 2019 году был вызван в национальную сборную Экваториальной Гвинеи. Дебютировал за сборную 4 августа 2019 года в товарищеском матче против Чада.

## Достижения
«Кано Спорт»
- Чемпион Экваториальной Гвинеи: 2019